# Oh Young-su
Oh Yong-su (11 de febrero de 1914 - 15 de mayo de 1979) fue un escritor surcoreano.

## Biografía
El escritor coreano Oh Young-su nació en Onyang, provincia de Gyeongsang del Sur, el 11 de febrero de 1914, y de pequeño fue a una escuela tradicional confuciana. Se graduó de la escuela primaria en 1928 y cuatro años más tarde viajó a Japón para asistir a un programa intensivo en la escuela secundaria Niniwa, de la que se graduó en 1935. Después fue a la Universidad Nihon para estudiar ingeniería, pero adquirió la enfermedad beriberi y tuvo que dejar la universidad y volver a Corea. Volvió a Japón en 1937, pero se marchó pronto para evitar unirse al ejército imperial japonés. Regresó de nuevo y finalmente se graduó en la Academia Nacional de Artes de Tokio. A su vuelta a Corea, viajó a Manchuria, que era el destino común para los coreanos que querían escapar del gobierno colonial japonés. Un tiempo después volvió a Corea y se casó en 1942. Sus padres fallecieron al poco tiempo: su madre en 1943 y su padre en 1944. En 1945 se mudó a Kijang, donde trabajó como profesor en el bachillerato femenino Kyongnam, cerca de Busan. En 1954 se mudó a Seúl para ayudar a preparar la primera edición de la revista Literatura moderna. Pronto se convirtió en el editor, donde trabajó hasta que una úlcera le obligó a parar en 1966. Después de su renuncia, enfermó gravemente y, acuciado por el pago de impuestos de su casa, se mudó de Seúl a Uidong. Después de una cirugía en la que se le extirpó 2/3 partes del estómago, se vio confinado en casa y finalmente volvió a Gyeongsang del Sur, donde murió en Ulsan en 1979.

## Obra
Sus primeras obras fueron poemas infantiles que publicó en su primer viaje de regreso a Corea entre 1935-1937 en los periódicos Chosun Ilbo y Dong-a Ilbo. En 1949 publicó su primer relato de ficción "Nami y el hombre de los caramelos", que salió en la revista Nuevo mundo. Poco después publicó "Uvas salvajes", que ganó un premio del periódico Seoul Shinmun. En 1952 publicó "Tío" en el Boletín literario de los soldados (Sabyong Mungo) y "La mujer de Hwasan" en Artes literarias (Munye). De 1954 a 1966, como editor de la revista Literatura moderna, contribuyó con casi 30 historias, incluyendo "Despertar de primavera", "Aves migratorias" y "La chica de la isla". También escribió para otras publicaciones, incluyendo el cuento "Una muerte en el molino". En 1955 recibió el premio de la Asociación Coreana de Literatura y el premio Asian Liberty de literatura en 1959. En 1968 publicó una antología de su obra, cinco volúmenes que contenían 90 historias. Tres años antes de su muerte, publicó su sexta obra de antología Crepúsculo. En 1978 publicó su última antología de relatos y recibió un premio de la Academia de Artes y la Medalla al Mérito Cultural del gobierno.

## Acogida de la crítica
Sus obras son cortas y lacónicas. Su reputación crítica ha declinado con los años. Hwang Sun-won lo describió como anticuado, escapista y sin una conciencia histórica o nacional. De hecho, sus obras no son nunca abiertamente políticas y no juzga los sistemas políticos o económicos, pero incluso así sus obras capturan lo que esos sistemas significan para la gente corriente.

## Obras en coreano (Parcial)
- "Coágulo" (Eunghyeol, 1956)
- "Aves migratorias" (Hujo, 1958)
- "La luz y la oscuridad" (Myeongam, 1958)
- "Curruca" (Gaegaebi)

## Premios
- Premio de la Asociación coreana de literatura (1955)
- Premio literario Asia Freedom (1959)